# Жан Клен (веслувальник)
Жан Клен (фр. Jean Klein, 22 червня 1944 — 1 березня 2014) — французький академічний веслувальник.
Срібний призер Олімпійських Ігор 1960 року в складі розпашної четвірки зі стерновим.